# TM-3-12
Das TM-3-12 (russisch транспортер морской типа 3 калибра 12 дюймов, übersetzt etwa fahrbare Marinelafette Typ 3 Kaliber 12 Zoll) war ein sowjetisches Eisenbahngeschütz mit einem Kaliber von 305 mm im Zweiten Weltkrieg. Es wurde aus dem Marinegeschütz 305-mm-L/52-Kanone M1907 entwickelt.

## Technik
Die Rohre mit einer Masse von 51,7 t stammten aus Reservebeständen der Schlachtschiffe der Gangut- und der Imperatriza-Marija-Klasse. Die Granaten flogen 29,3 km weit, mit einer Geschwindigkeit von 762 m/s und wogen 470,9 kg. Eine weiterentwickelte Granate kam auf 50 km mit einer Geschwindigkeit von 950 m/s und einem Gewicht von 314 kg.
Die Höhe in Fahrstellung betrug 4,80 Meter. Der Übergang in eine Feuerstellung dauerte eine Stunde, wobei das Heben des Geschützes 13,5 Minuten dauerte.
Das Geschütz konnte auch auf einer Bettung abgesetzt werden.
Im Fortsetzungskrieg fiel auf der Halbinsel Hanko die 9. Eisenbahnbatterie mit drei dieser Geschütze in die Hände Finnlands. Zwei Geschütze wurden nach Kriegsende zurückgegeben.